# Mastacembelus shiloangoensis
Mastacembelus shiloangoensis är en fiskart som först beskrevs av Emmanuel Vreven 2004.  Mastacembelus shiloangoensis ingår i släktet Mastacembelus och familjen Mastacembelidae. IUCN kategoriserar arten globalt som otillräckligt studerad. Inga underarter finns listade i Catalogue of Life.